# Georges Chalandon

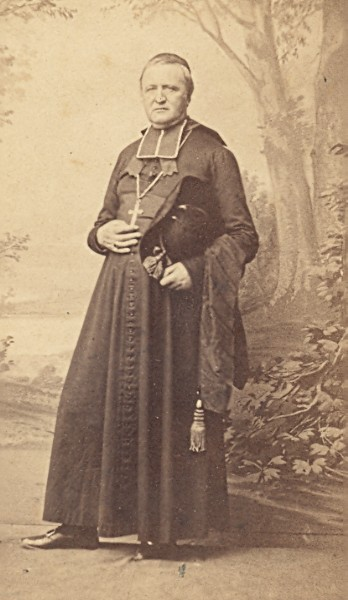
Erzbischof Georges Chalandon

Georges Chalandon (* 15. Februar 1804 in Lyon; † 28. Februar 1873 in Aix-en-Provence) war ein französischer römisch-katholischer Geistlicher und Erzbischof.

## Leben
Georges-Claude-Louis-Pie Chalandon wurde 1828 zum Priester geweiht und stieg unter Bischof Paul Dupont des Loges zum Generalvikar im Bistum Metz auf. 1850 wurde er als Koadjutor des Bischofs von Belley (und Titularbischof von Thaumacus) eingesetzt. 1852 folgte er Bischof Alexandre Devie auf dem Bischofssitz von Belley nach. Von 1857 bis zu seinem Tod 1873 (im Alter von 69 Jahren) war er Erzbischof von Aix-en-Provence.
Er war Mitglied der Académie des sciences, agriculture, arts et belles lettres d'Aix-en-Provence. Er war seit 1862 Offizier der Ehrenlegion.

## Veröffentlichungen
- Souvenirs et exemples, petites notices offertes aux jeunes chrétiennes. Pallez et Rousseau, Metz 1845. 13. Auflage. Mame, Tours 1877.
- Vie de Mme Méjanès, fondatrice et première supérieure générale des Soeurs de Sainte-Chrétienne. Pallez et Rousseau, Metz 1846. (Anne-Victoire de Méjanès, 1763–1837, Gründerin der Filles de la Sainte-Enfance de Jésus et de Marie, auch: Sœurs de Sainte-Chrétienne)[1]
- Ludibria ventis, poésies. A.-L. Perrin et Marinet, Lyon 1874.